# ایل روشن

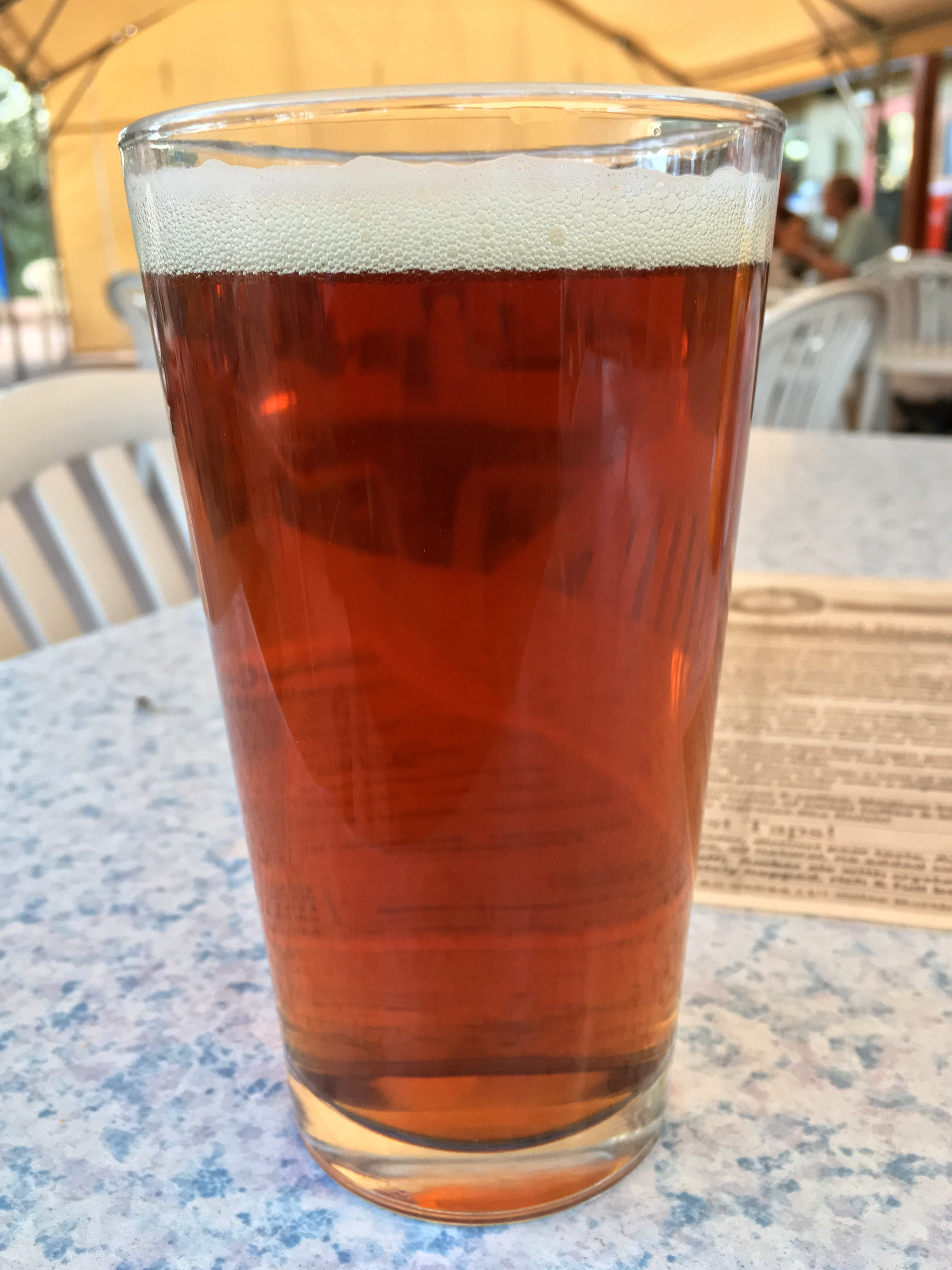
یک پیل ایل کهربایی تیره که در آمریکا فرآوری شده

اِیلِ روشن یا پِیل اِیل (به انگلیسی: Pale Ale) نوعی آبجو به رنگ طلایی تا کهربایی است که با مالت روشن فرآوری می‌شود. این اصطلاح برای اولین بار در حدود سال ۱۷۰۳ در انگلستان برای آبجوهایی که از مالت‌های خشک‌شده با کک با کربن بالا تهیه شده بود، به کار رفت که باعث ایجاد رنگی روشن‌تر از سایر آبجوهای محبوب در آن زمان می‌شد. شیوه‌های مختلف فرآوری و مقادیر مختلف رازک منجر به ایجاد طیفی از طعم‌ها و درجات قدرت در خانوادهٔ پیل ایل شده است.

## تاریخچه
کک برای اولین بار در سال ۱۶۴۲ برای خشک کردن مالت استفاده شد، اما تا حدود سال ۱۷۰۳ اصطلاح پِیل اِیل برای آبجوهای تهیه‌شده از چنین مالتی به کار نرفت. تا سال ۱۷۸۴، آگهی‌هایی در کلکته برای «پیل ایل سبک و عالی» ظاهر شد.
تا سال ۱۸۳۰، اصطلاحات بیتِر و پیل ایل مترادف بودند. کارخانه‌های آبجوسازی تمایل داشتند آبجوهای خود را «پیل ایل» نام‌گذاری کنند، در حالی که مشتریان معمولاً به همان آبجوها به عنوان «بیتِر» اشاره می‌کردند. تصور می‌شود که مشتریان از اصطلاح بیتِر برای تمایز این پیل ایل‌ها از سایر آبجوهای کمتر رازک‌دار مانند پورتِرها و مل‌ها استفاده می‌کردند.
از اواسط تا اواخر قرن بیستم، در حالی که آبجوسازان همچنان آبجوهای بطری‌شده را به عنوان پیل ایل برچسب می‌زدند، آنها شروع به شناسایی آبجوهای کاسک به عنوان «بیتِر» کردند، به جز آنهایی که از برتون آپون ترنت بودند، که تمایل داشتند به عنوان «پیل ایل» شناخته شوند.

## انواع
شیوه‌های مختلف فرآوری و مقادیر مختلف رازک منجر به ایجاد طیفی از طعم و قدرت در خانوادهٔ پیل ایل شده است.

### آمبر ایل

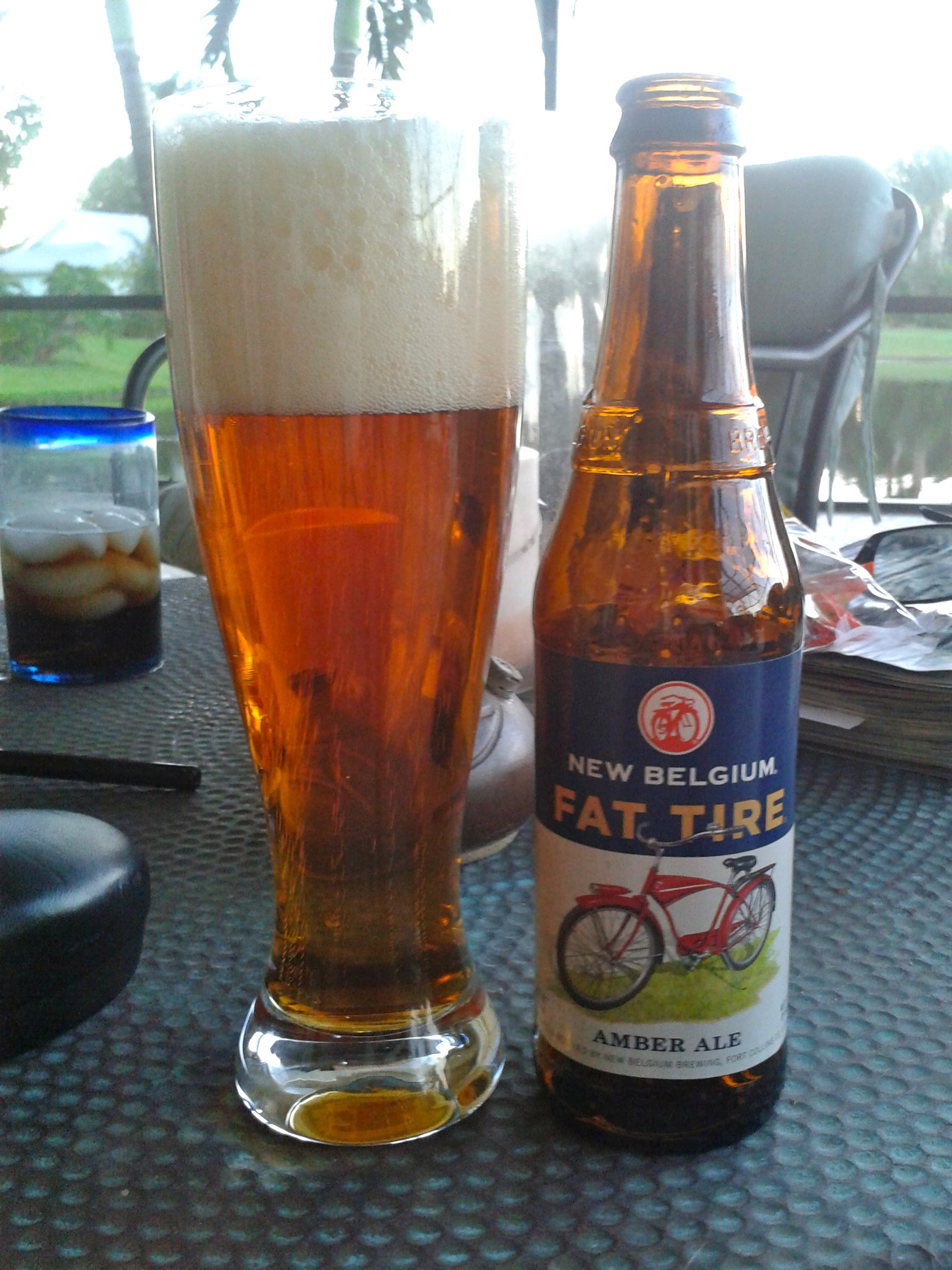
آمبر ایل آمریکایی «آمبر» سبک‌تر

شرکت کالیِر برادِرز آو لاندِن در سال ۱۸۷۶ برای ثبت علامت تجاری The Amber Ale در انگلستان اقدام کرد و این علامت تجاری از طریق تغییر مالکیت تا انقضای آن به عنوان UK00000009744 در سال ۲۰۰۲ حفظ شد. این آبجو یک «پیل ایل خالص و لطیف رازک‌دار» بود که بین بیتِر سبک و آی‌پی‌ای قرار داشت. از زمان انقضای علامت تجاری، برخی از بیتِرهای سنتی بریتانیایی به عنوان آمبر ایل بازنشانی شده‌اند، در برخی موارد برای تمایز آنها از ایل‌های طلایی که تحت همان برند فروخته می‌شوند.
آمبر ایل یک اصطلاح نوظهور است که در استرالیا، فرانسه (به عنوان امبره)، بلژیک، هلند و آمریکای شمالی برای پیل ایل‌هایی استفاده می‌شود که با مقداری مالت آمبر و گاهی مالت کریستال برای تولید رنگ کهربایی که معمولاً از مسی روشن تا قهوه‌ای روشن متغیر است، تهیه می‌شوند. مقدار کمی از مالت کریستال یا مالت‌های رنگی دیگر به پایهٔ اصلی پیل ایل اضافه می‌شود تا رنگ کمی تیره‌تر، مانند برخی از پیل ایل‌های ایرلندی و بریتانیایی، ایجاد شود. در فرانسه، اصطلاح امبره برای توصیف آبجویی که یا سرد یا گرم تخمیر شده و رنگ کهربایی دارد، استفاده می‌شود؛ آبجو، مانند پلفورث امبره و فیشر آمبر، ممکن است یک لاگر باشد، یا ممکن است یک بی‌یر د گارد باشد مانند ژنلاین امبره. در آمریکای شمالی، رازک‌های گونه‌های آمریکایی در آمبر ایل‌ها با درجات مختلف تلخی استفاده می‌شوند، اگرچه تعداد کمی از نمونه‌ها به خصوص رازک‌دار هستند. دی‌استیل به سختی در آمبر ایل احساس می‌شود یا کاملاً غایب است.

### پیل ایل آمریکایی

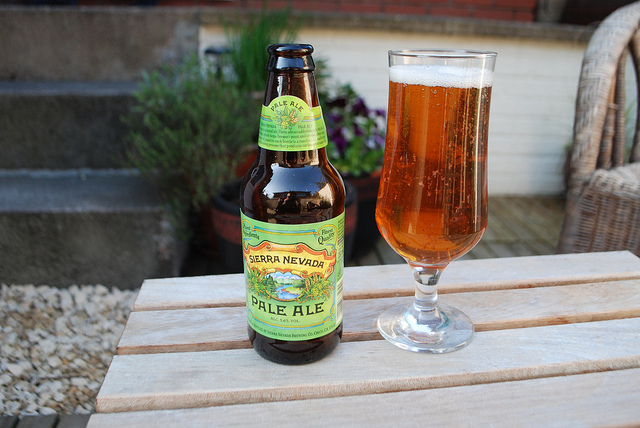
پیل ایل آمریکایی سیرا نوادا

آبجوی «انکر لیبرتی ایل» با ۶٪ الکل حجمی، اولین بار توسط آبجوسازی انکر در سال ۱۹۷۵ به عنوان یک محصول ویژه به مناسبت «سواری نیمه‌شب» پل ریویر در سال ۱۷۷۵ تولید شد. این آبجو توسط مایکل جکسون، نویسنده‌ای در زمینهٔ نوشیدنی‌ها، به عنوان اولین آبجوی مدرن آمریکایی شناخته شد. فریتز می‌تگ، صاحب کارخانهٔ انکر، به بازدید از کارخانه‌های آبجوسازی در لندن، یورکشایر و برتون اپون ترنت پرداخت و اطلاعاتی در مورد آبجوهای قوی کسب کرد که هنگام ساخت نسخهٔ آمریکایی خود، از آنها استفاده کرد. او از مالت به جای ترکیب مالت و شکر که در آن زمان رایج بود استفاده کرد و استفادهٔ بارزی از رازک آمریکایی، رازک کَسکِید، نمود. تا سال ۱۹۸۳، این آبجو به طور معمول یافت می‌شد.
کارخانهٔ آبجوسازی که به عنوان اولین کارخانه‌ای که موفق به استفادهٔ قابل توجهی از رازک‌های آمریکایی در سبک پررازک ای‌پی‌ای شد و از نام «پیل ایل» استفاده کرد، شرکت آبجوسازی سیرا نوادا بود. این شرکت اولین دستهٔ آزمایشی «سیرا نوادا پیل ایل» را در نوامبر ۱۹۸۰ تولید کرد و نسخهٔ نهایی را در مارس ۱۹۸۱ توزیع نمود. دیگر پیشگامان آبجوی پررازک آمریکایی شامل جک مک‌آلیف از شرکت آبجوسازی نیو آلبیون و برت گرانت از یاکیما بروینگ بودند.
پیل ایل‌های آمریکایی معمولاً حدود ۵٪ الکل حجمی دارند و از مقدار قابل توجهی از رازک‌های آمریکایی، به‌ویژه رازک کَسکِید، استفاده می‌کنند. اگرچه آبجوهای تولید شده در آمریکا تمایل به استفاده از مخمر تمیزتر و مالت جوی آمریکایی دارند، این استفادهٔ قوی از رازک‌های آمریکایی است که ای‌پی‌ای را از پیل ایل‌های بریتانیایی یا اروپایی متمایز می‌کند. این سبک به آبجوی ایندیا پیل ایل آمریکایی (IPA) نزدیک است و مرزهای بین این دو تار می‌شود، اگرچه آی‌پی‌ای قوی‌تر و پررازک‌تر هستند. این سبک همچنین به ایل کهربایی نزدیک است، اگرچه این آبجوها به دلیل استفاده از مالت کریستال، تیره‌تر و مالت‌دارتر هستند.

### پیل ایل استرالیایی
پیل ایل استرالیایی نوعی آبجوی کم‌رنگ است که در استرالیا تولید می‌شود و در دههٔ ۱۹۹۰ در استرالیا توسعه یافت. پیل ایل‌های استرالیایی معمولاً حدود ۶٪ الکل حجمی دارند و از مقدار قابل توجهی رازک استرالیایی، به‌ویژه رازک گلکسی استفاده می‌کنند.

### بی‌یر د گارد

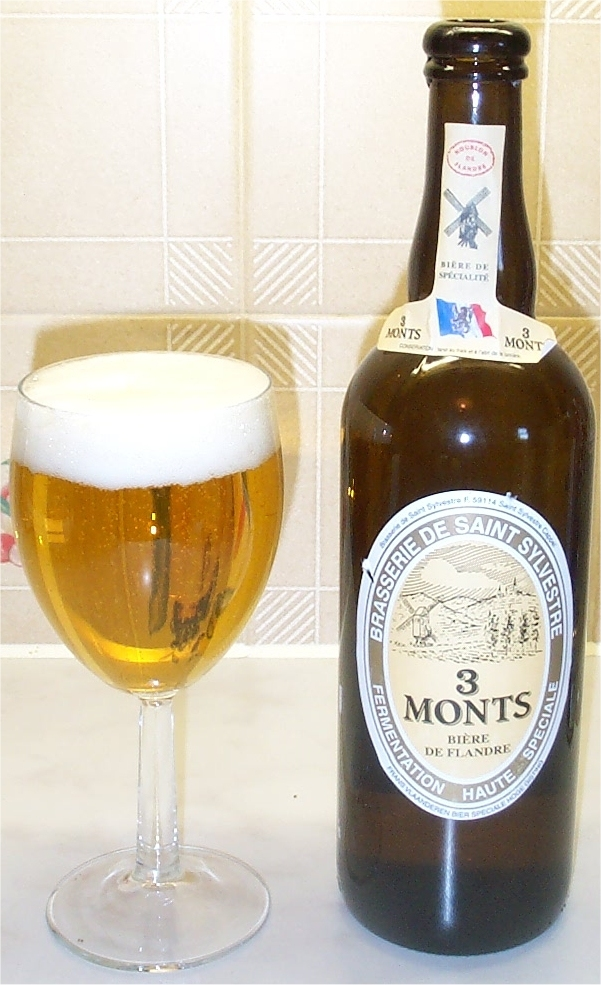
یک آبجوی بی‌یر د گارد

بی‌یر د گارد، یا «آبجوی نگهداری‌شده»، یک پیل ایل است که به‌طور سنتی در منطقهٔ نور-پا-دو-کاله فرانسه تهیه می‌شود. این آبجوها معمولاً در زمستان و بهار توسط کشاورزان فراهم‌آوری می‌شدند تا از مشکلات غیرقابل پیش‌بینی مخمر در تابستان جلوگیری کنند.
منشأ نام این آبجو به سنتی برمی‌گردد که آن را پس از بطری‌کردن (بیشتر آنها با چوب‌پنبه مهر و موم می‌شدند) به مدت زمان معینی در انبار یا زیرزمین نگهداری می‌کردند تا در اواخر سال مصرف شود، مشابه سِزُن.
از بین بی‌یر د گاردهای معروف فرانسوی می‌توان به براسری دُ سَن-سیل‌وِستر، ترویس مونتس، براسر دویک، جنلین و براسری لا شولته، امبره اشاره کرد.

### بلوند
بلوند ایل‌ها بسیار کم‌رنگ هستند. اصطلاح «بلوند» برای آبجوهای روشن در اروپا و آمریکای جنوبی رایج است - به‌ویژه در فرانسه، ایتالیا، بلژیک، هلند، بریتانیا و برزیل - اگرچه این آبجوها ممکن است به جز رنگ، ویژگی‌های مشترک زیادی نداشته باشند. بلوندها معمولاً شفاف و خشک هستند، با تلخی و عطر کم تا متوسط از رازک و مقداری شیرینی از مالت. میوه‌ای بودن از استرها ممکن است حس شود. بدنهٔ سبک‌تری به دلیل کربناسیون بالاتر ممکن است قابل توجه باشد.
در بریتانیا، گلدن یا سامر ایل‌ها در اواخر قرن بیستم توسط آبجوسازی‌ها برای رقابت با بازار پیل لاگر توسعه یافتند. یک گلدن ایل معمولی ظاهر و ویژگی‌هایی مشابه با پیل لاگر دارد. خصوصیت مالت کم‌رنگ است و پروفایل رازک از تند تا مرکباتی متغیر است؛ رازک‌های معمول شامل استیریان گلدینگ و کسکید هستند. میزان الکل در محدودهٔ ۴٪ تا ۵٪ درصد است. این سبک بریتانیایی به جان گیلبرت نسبت داده می‌شود که در سال ۱۹۸۹ «سامر لایتنینگ» را توسعه داد که چندین جایزه کسب کرد و الهام‌بخش بسیاری از تقلیدکنندگان شد.
بلوندهای بلژیکی اغلب با پیلزنر مالت تهیه می‌شوند. برخی نویسندگان آبجوی بلوند و گلدن ایل‌ها را به عنوان سبک‌های متمایز می‌دانند، در حالی که دیگران این‌گونه نیستند. دوول مورتگات یک بلوند ایل بلژیکی معمولی است و یکی از محبوب‌ترین آبجوهای بطری‌شده در این کشور است و همچنین در سطح بین‌المللی شناخته شده است.

### برتون پیل ایل
در اواخر نیمهٔ دوم قرن نوزدهم، دستور تهیهٔ پیل ایل توسط آبجوسازان برتون آپون ترنت، به‌ویژه باس، مورد استفاده قرار گرفت؛ ایل‌های برتون به دلیل هماهنگی بین مالت و رازک استفاده‌شده و شیمی آب محلی، به‌ویژه حضور سنگ گچ، از کیفیت بسیار بالایی برخوردار بودند. برتون تسلط مطلق در تهیهٔ پیل ایل را حفظ کرد تا زمانی که یک شیمیدان به نام سی. دبلیو. وینسنت، فرایند برتونیزاسیون را کشف کرد که ترکیب شیمیایی آب از برتون آپون ترنت را بازتولید می‌کرد و در نتیجه به هر آبجوسازی امکان تهیهٔ پیل ایل را می‌داد.

### بیتر انگلیسی

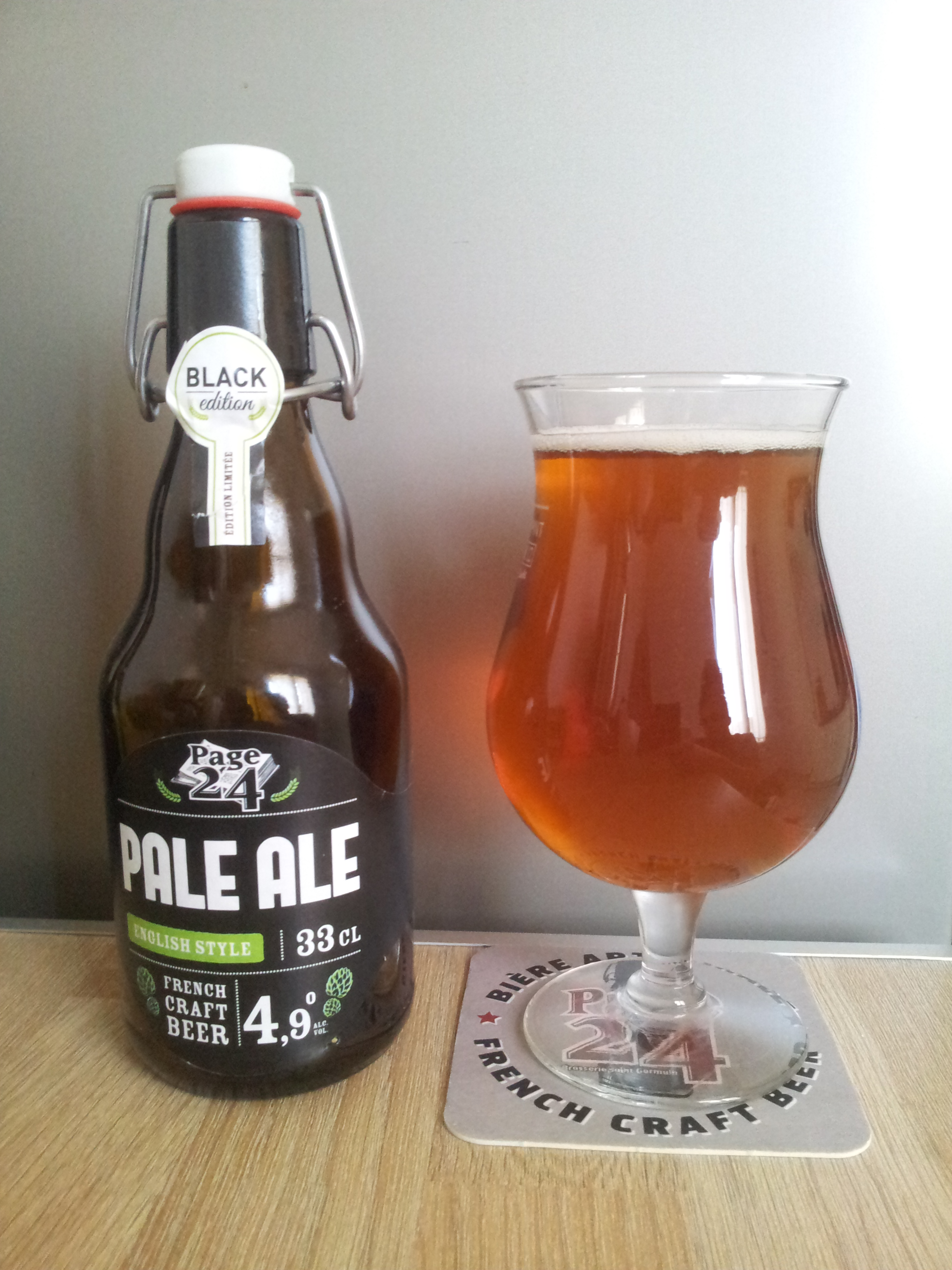
یک آبجوی پیل ایل به سبک انگلیسی

اصطلاح بیتر انگلیسی (به انگلیسی: English bitter) در اوایل قرن نوزدهم به‌عنوان بخشی از توسعه و گسترش پیل ایل ظاهر شد. آبجوسازان تمایل داشتند که آبجوها را به‌عنوان «پیل ایل» نام‌گذاری کنند، هرچند مشتریان معمولاً به همان آبجوها «بیتر» می‌گفتند. گمان می‌رود که مشتریان از اصطلاح بیتر برای تمایز این پیل ایل‌ها از آبجوهای دیگر با رازک کمتر محسوس استفاده می‌کردند. مصرف‌کنندگان تمایل دارند که بیترهای مدرن را به‌طور کلی به «بیترهای معمولی» (تا ۴٫۱٪ الکل حجمی)، «بیترهای برتر» یا «ویژه» (بین ۴٫۲٪ و ۴٫۷٪ الکل حجمی) و «بیترهای قوی» (۴٫۸٪ الکل حجمی و بیشتر) گروه‌بندی کنند.

### ایندیا پیل ایل
ایندیا پیل ایل (آی‌پی‌ای) نوعی پیل ایل است که در انگلستان برای صادرات به هند توسعه یافت. اولین استفادهٔ شناخته‌شده از اصطلاح «ایندیا پیل ایل» در یک تبلیغ در سیدنی گازت و نیو ساوت ولز ادورتایزر در ۲۷ اوت ۱۸۲۹ است. وُرتینگتون وایت شیلد، که در برتون آپون ترنت منشأ گرفته است، آبجویی است که به عنوان بخشی از توسعه ایندیا پیل ایل شناخته می‌شود. رنگ یک آی‌پی‌ای می‌تواند از طلایی روشن تا کهربایی مایل به قرمز متغیر باشد.